# کتی لی کرازبی
 کتی لی کرازبی (انگلیسی: Cathy Lee Crosby؛ زادهٔ ۲ دسامبر ۱۹۴۴) یک تنیس‌باز، و هنرپیشه اهل ایالات متحده آمریکا است.